# Calyptranthes bullata
Calyptranthes bullata är en myrtenväxtart som först beskrevs av Richard Anthony Salisbury, och fick sitt nu gällande namn av Dc.. Calyptranthes bullata ingår i släktet Calyptranthes och familjen myrtenväxter.
Artens utbredningsområde är Honduras. Inga underarter finns listade i Catalogue of Life.